# Patrick Dupond
Patrick Dupond (ur. 14 marca 1959 w Paryżu, zm. 5 marca 2021) – francuski tancerz i aktor.

## Życiorys

### Wczesne lata
Jego ojciec opuścił dom rodzinny w jego wczesnym dzieciństwie. Miał zwykłe i skromne dzieciństwo, wychowywany przez matkę i jej towarzysza. Spędzał większość czasu ze swoimi przyjaciółmi na ulicach Paryża. Jego matka zapisała go do klubu piłkarskiego, a następnie na kursy judo. Jednak Patrick Dupond bardziej zainteresowany był kursem tańca klasycznego. Jego możliwości taneczne zostały szybko zauważone i pod koniec 1967 został przyjęty do szkoły baletowej. W latach 1970–75 uczył się tańca w Paryskiej Szkole Baletowej Opery, biorąc również prywatne lekcje pod kierunkiem Maxa Bozzoniego.

### Kariera
W wieku szesnastu lat, w dniu 14 marca 1975 dołączył do zespołu Opery Narodowej w Paryżu jako stażysta. Rok później zdobył złoty medal w Międzynarodowym Konkursie Baletu '76 w Warnie w Bułgarii. A wśród jego najlepszych ról jest m.in. Albert – książę śląski, ukochany Giselle w drugim akcie Giselle, książę Zygfryd w trzecim akcie Jezioro łabędzie, Basilio w Jules’a Masseneta Don Kichot, Romeo i Mercutio w Romeo i Julia, Lander w Etiudy. W 1978 stał się pierwszym tancerzem.
Tańczył w spektaklach: Nana (1976), Cztery pory roku (1977), Sen nocy letniej (1982), Na krawędzi przepaści Alvina Aileya (1983), Salomé Maurice’a Béjarta (1986), Taniec na Gathering Jerome'a Robbinsa (1992), Till Eulenspiegel (1993/1994), Kurozuka Maurice’a Béjarta (1995), Cztery pory roku Jerome'a Robbinsa (1996), Suita tańców Jerome’a Robbinsa (1996), i IX Symfonia Maurice'a Béjarta (1996).
Wystąpił w jednym z odcinków serialu muzycznego Antenne-2 Przewidzenie muzyka (Il était un musicien, 1979) jako Nijinski oraz dramacie Ona tańczy samotnie (She Dances Alone, 1981) u boku Maxa von Sydow. Zagrał tytułową postać w telewizyjnej adaptacji bajki Charles'a Perraulta Kot w butach (Le Chat botté, 1986). Debiutował na dużym ekranie rolą Chico w thrillerze Tańcząca machina (Dancing Machine, 1990) z Alainem Delonem jako starzejącym się tancerzem podejrzanym o spowodowanie śmierci trzech tancerek. Zasiadał w jury konkursu głównego na 50. MFF w Cannes (1997).
W 2007 i 2008 był jurorem w programie La France a un incroyable talent.

## Życie prywatne
Od 2004 związał się z Leïlą Da Rochą, byłą zawodową koszykarką, potem tancerką orientalną.